# 熊本県立熊本商業高等学校
熊本県立熊本商業高等学校（くまもとけんりつ くまもとしょうぎょうこうとうがっこう, Kumamoto Prefectural Kumamoto Commercial High School）は、熊本県熊本市中央区神水一丁目にキャンパスを置く県立商業高等学校。略称は「熊本商業」、または「熊商」（くましょう）。
校舎の改築のため一部プレハブとなっていたが、2011年度（平成23年度）末には全工事が完了した。

## 概要
歴史
1895年（明治28年）に開校した「熊本簡易商業学校」を前身とする。その後、数回の改称を経て1967年（昭和32年）に現在の名称となった。熊本市内にある公立学校としては唯一の商業を専門とした高校で、2005年（平成17年）に創立110周年を迎えた。
設置課程・学科
全日制課程 商業科（5クラス）、情報処理科（2クラス）、国際経済科（1クラス）、会計科（1クラス）（2011年（平成23年）4月現在）
校訓
「礼節・剛健」
校章
錨と桜の花を背景に、「商」の文字を置いている。
校歌
作詞は八波則吉、作曲は末次定義によるもので、2番まである。
同窓会
「熊商同窓会」と称している。東京・関東、関西、福岡・熊本に支部を置く。また、「さくら会」、「みどり会」、「有志の会」、「えびす会」、「祭り委員会」、「校歌祭委員会」、「神水会」といった部会がある。
特色
特色ある行事に、「熊商デパート」がある。熊商デパートとは、毎年12月に2日間にわたり行われる熊商生の販売実習である。熊本では冬のイベントとして定着している。しかし、2009年（平成21年）は、新型インフルエンザ拡大防止のため開始以来初めて中止された。

また、熊本県内の高等学校で唯一、国家資格の基本情報技術者試験（FE）の午前科目免除制度の認定校に選ばれている。熊本学園大学との間で高大連携プログラムを行っている。

## 沿革
- 1895年（明治28年）4月 - 熊本高等小学校[6]付設の商業補習科が廃止され、「熊本簡易商業学校」が設置。
- 1896年（明治29年）
  - 4月 - 「熊本商業学校」と改称。5学級編成とする。
  - 9月 - 校舎が新桶屋町から新町に移転。
- 1901年（明治34年）6月 - 「熊本市立商業学校」と改称。
- 1903年（明治36年）4月 - 「熊本県立商業学校」と改称。
- 1904年（明治37年）4月 - 修業年限1年の専攻科を設置。
- 1907年（明治40年）- 専攻科を廃止。
- 1911年（明治44年）4月 - 京町に移転。
- 1922年（大正11年）4月 - 予科・本科制を廃止し、5年制とする。
- 1928年（昭和3年）4月 - 修業年限1年の専修科を設置。
- 1929年（昭和4年）4月 - 飽託郡健軍村の熊本県第二師範学校内に、熊本県立第二商業学校を設置。専修科を二部と改称。
- 1931年（昭和6年）4月 - 熊本県立第二商業学校と統合し、熊本県第二師範学校跡に移転。
- 1940年（昭和15年）4月 - 高等小学校卒業生を対象とする夜間課程4年の第二本科を設置。
- 1942年（昭和17年）3月 - 第二部を廃止。
- 1944年（昭和19年）4月 - 時代の要請（太平洋戦争）[7]により、「熊本県立工商学校」と改称。商業科1学級を残し、他は工業科に転換。
- 1946年（昭和21年）
  - 4月 - 全科商業科に復帰。
  - 10月 - 校名を「熊本県立商業学校」に戻す。
- 1948年（昭和23年）4月 - 学制改革により、「熊本県立商業高等学校」と改称。
- 1950年（昭和25年）4月 - 夜間課程4年の定時制を設置。
- 1954年（昭和29年）4月 - 天草郡今津に修業年限1年の分室を設置。
- 1963年（昭和38年）
  - 4月 - 全日制33学級（各学年11学級）・定時制12学級（各学年4学級）編成となる。今津分室が分校に昇格し、3学級編成の松島分校となる。
  - 7月 - 全学年が新校舎に移転。
- 1966年（昭和41年）3月 - 体育館が完成。
- 1967年（昭和42年）4月 - 「熊本県立熊本商業高等学校」（現校名）に改称。
- 1972年（昭和47年）4月 - 学科改編により、情報処理科1学級を開設。
- 1973年（昭和48年）3月 - 情報処理棟が完成。
- 1974年（昭和49年）4月 - 松島分校が分離し、熊本県立松島商業高等学校として独立。
- 1978年（昭和53年）3月 - 熊本県立江津高等学校（現・熊本県立湧心館高等学校）の新設に伴い、定時制課程の募集を停止。
- 1982年（昭和57年）3月 - 定時制課程を廃止。
- 1984年（昭和59年）4月 - 商業科27学級（各学年9学級）・情報処理科3学級（各学年1学級）編成とする。
- 1986年（昭和61年）3月 - 商業実習棟が完成。
- 1987年（昭和62年）4月 - 情報処理科を1学級増設。
- 1989年（平成元年）4月 - 国際経済科を1学級新設。
- 1993年（平成5年）4月 - 会計科を1学級新設。
- 2000年（平成12年）12月 - 新体育館が完成。
- 2002年（平成14年）3月 - 弓道場が完成。
- 2005年（平成17年）10月 - 学習センター「蛟竜館」が完成。
- 2007年（平成18年）1月 - エレベーター棟が完成。
- 2008年（平成20年）3月 - 「熊商人物伝」[8]を出版。
- 2009年（平成21年）1月 - 校舎改築に伴い、管理棟を解体。

## 学校行事
3学期制をとる。
1学期
- 4月 - 始業式、入学式、2・3年基礎学力・実力考査、1年新入生テスト、1年集団宿泊訓練
- 5月 - 体育大会、育友会（PTA）総会、中間考査
- 6月 - 県高総文祭、県高総体、身体測定、スポーツテスト、日商簿記検定、全商珠算・電卓検定、全商簿記実務検定、期末考査
- 7月 - 全商ワープロ実務検定、終業式
- 8月 - 夏季休業

2学期
- 8月末 - 始業式、実力考査、2年インターンシップ
- 9月 - 全商英語検定、全商情報処理検定、中間考査
- 10月 - 熊商文化発表会、創立記念日（22日）
- 11月 - 全商珠算、電卓検定、実用英語検定、期末考査、日商簿記検定、全商ワープロ検定
- 12月 - 熊商デパート（販売実習）、県下一斉テスト、1年修学旅行、終業式

3学期
- 1月 - 始業式、基礎学力考査、全商簿記実務検定、全商情報処理検定
- 2月 - 全商商業経済検定、持久走大会、学年末考査、日商簿記検定
- 3月 - 卒業式、終業式

## 部活動
- 硬式野球部
  - 全国高等学校野球選手権大会（夏の甲子園）に3度出場。
    - 1. 1925年（大正14年）8月 - 第11回全国中等学校優勝野球大会に出場。
    - 2. 1926年（大正15年）8月 - 第12回全国中等学校優勝野球大会に出場。
    - 3. 1960年（昭和35年）8月 - 第42回全国高等学校野球選手権大会に出場。

  - 選抜高等学校野球大会（春のセンバツ甲子園）に4度出場。
    - 1. 1926年（大正15年）3月 - 第3回選抜中等学校野球大会に出場。
    - 2. 1937年（昭和12年）3月 - 第14回選抜中等学校野球大会に出場。
    - 3. 1947年（昭和22年）3月 - 第19回選抜中等学校野球大会に出場。
    - 4. 1951年（昭和26年）4月 - 第23回選抜高等学校野球大会に出場。
- サッカー部
  - 1995年（平成7年）12月 - 第74回全国高等学校サッカー選手権大会に出場。

- 陸上部
- バスケットボール部
- バレーボール部
- テニス部
- ソフトテニス部
- 剣道部
- 空手道部
- 弓道部
- 水泳部
- ソフトボール部
- バドミントン部
- 書道部
- 英語部
- 簿記部
- 珠算部
- ワープロ部
- 電子計算機部
- 写真部
- 吹奏楽部
- 生花部
- 表千家茶道部
- 裏千家茶道部
- 美術部
- 邦楽部
- ギター部
- 科学部
- 手芸部
- JRC部
- 放送部
- 漫画研究部
- 映画研究部
- 食物研究部

## 著名な出身者
- 若杉要（ニューヨーク総領事）
- 上塚司（政治家）
- 木村栄一 (保険学者)
- 松野賢吾（教授）
- 金澤辰次郎（元帝国ホテル社長）
- 高田逸喜（横浜正金銀行第16代総裁）
- 古荘健次郎（古荘合資会社代表社員、貴族院多額納税者議員）
- 堀潮（思想史家）
- 松岡康雄（元ローソン会長、元日本フランチャイズチェーン協会会長）
- 清水玲子（漫画家）
- 宮川真美（タレント）
- 鐡戸裕史（サッカー）
- 山本清治（競輪）
- 吉田晴風（尺八演奏家、作曲家）
- 吉本拓（ダイタク）

野球
- 田代須恵雄
- 井上康弘
- 緒方俊明
- 岩瀬剛
- 原田孝一
- 高倉照幸
- 坂本盛明
- 江藤愼一
- 中村光哉
- 片岡安祐美

## 著名な教員
- 平岡和徳（元サッカー部顧問）
- 徳川恵理（女子バレーボール部監督）

## 全商検定
- この学校は、全商検定の熊本県本部校である。
- 全商検定全てにおいて、一般受け入れを実施している。

## アクセス
- 熊本市交通局「商業高校前停留場」
- 「熊商前」バス停（九州産交バス）
- 「砂取校前」バス停（九州産交バス、熊本バス、熊本電鉄バス、熊本都市バス）